# جامع حمو القدو
جامع حمو القدو هو من مساجد العراق التاريخية القديمة، ويقع قريباً من القلعة الداخلية في محلة الميدان قرب سوق الميدان في الموصل، وبني في عام 1298هـ/1880م، وكانت توجد بهِ مدرسة لتعليم العلوم العقلية والنقلية، وهي فوق القنطرة التي عند باب الجامع، وفي السرداب تحته يوجد قبر الشيخ علاء الدين وهو رجل من الصالحين الأتقياء فقام الحاج عبد الله المعروف باسم حمو القدو ببناء مبنى الجامع والمدرسة على أساس مبنى المرقد ووضع لهُ أوقافاً لما يلزمهُ.

## تاريخ الجامع
قام الحاج عبد الله جلبي بن محمد بن عبد القادر والمعروف باسم «حمو القدو» بهدم مسجد صغير كان مبنياً فوق سرداب فيه قبر الشيخ علاء الدين وهو أحد الصالحين وبنى الجامع فوقه عام 1298هـ.

## تهديم وتحطيم الجامع
ولقد تم تفجير الجامع وتهديمهِ من قبل تنظيم الدولة الإسلامية (داعش) أثناء احتلالهم لمدينة الموصل يوم الجمعة الموافق 6 آذار 2015م. تم اعمار الجامع بعد ذلك وافتتح في 2022 م.

## معرض الصور

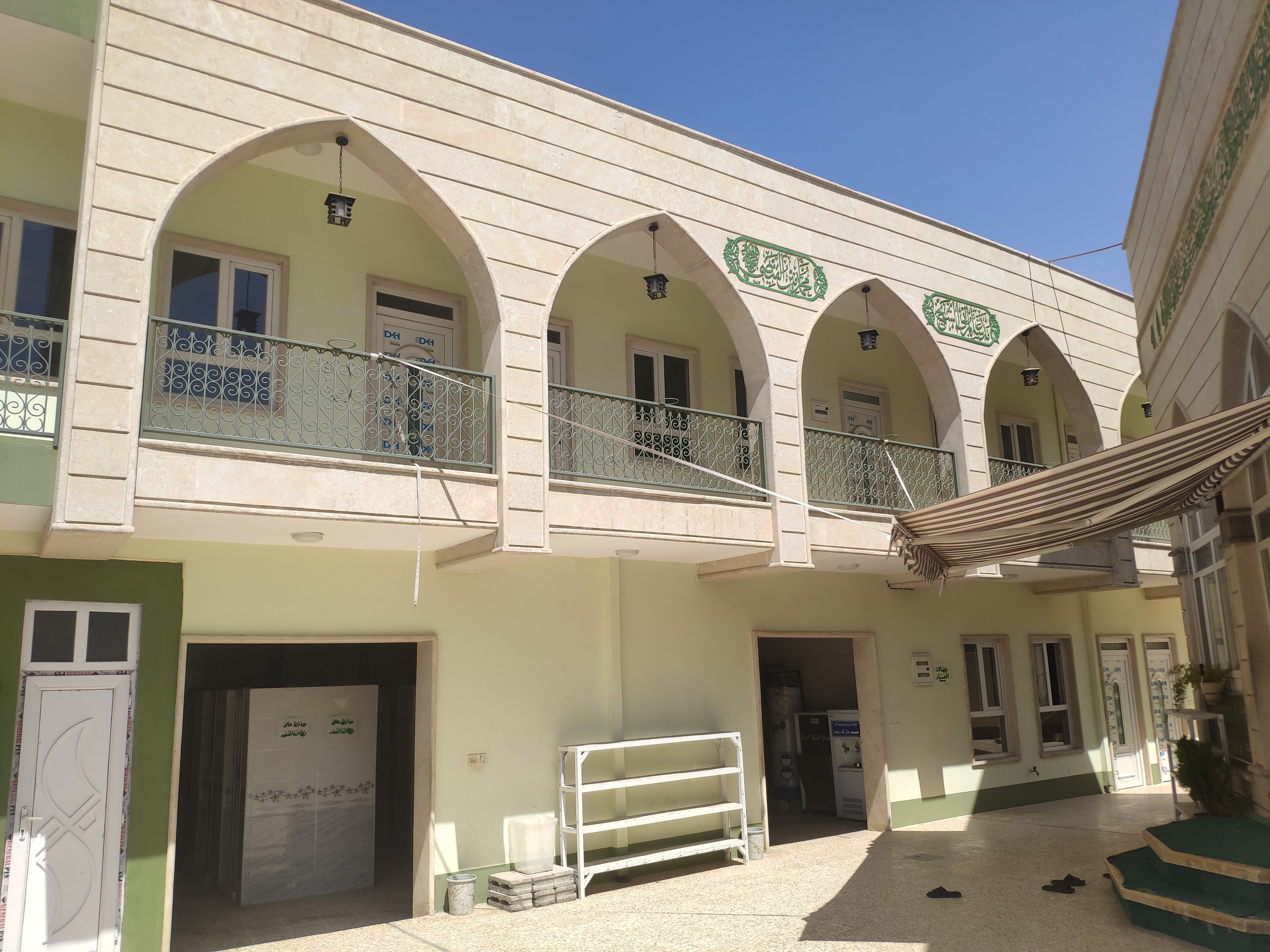
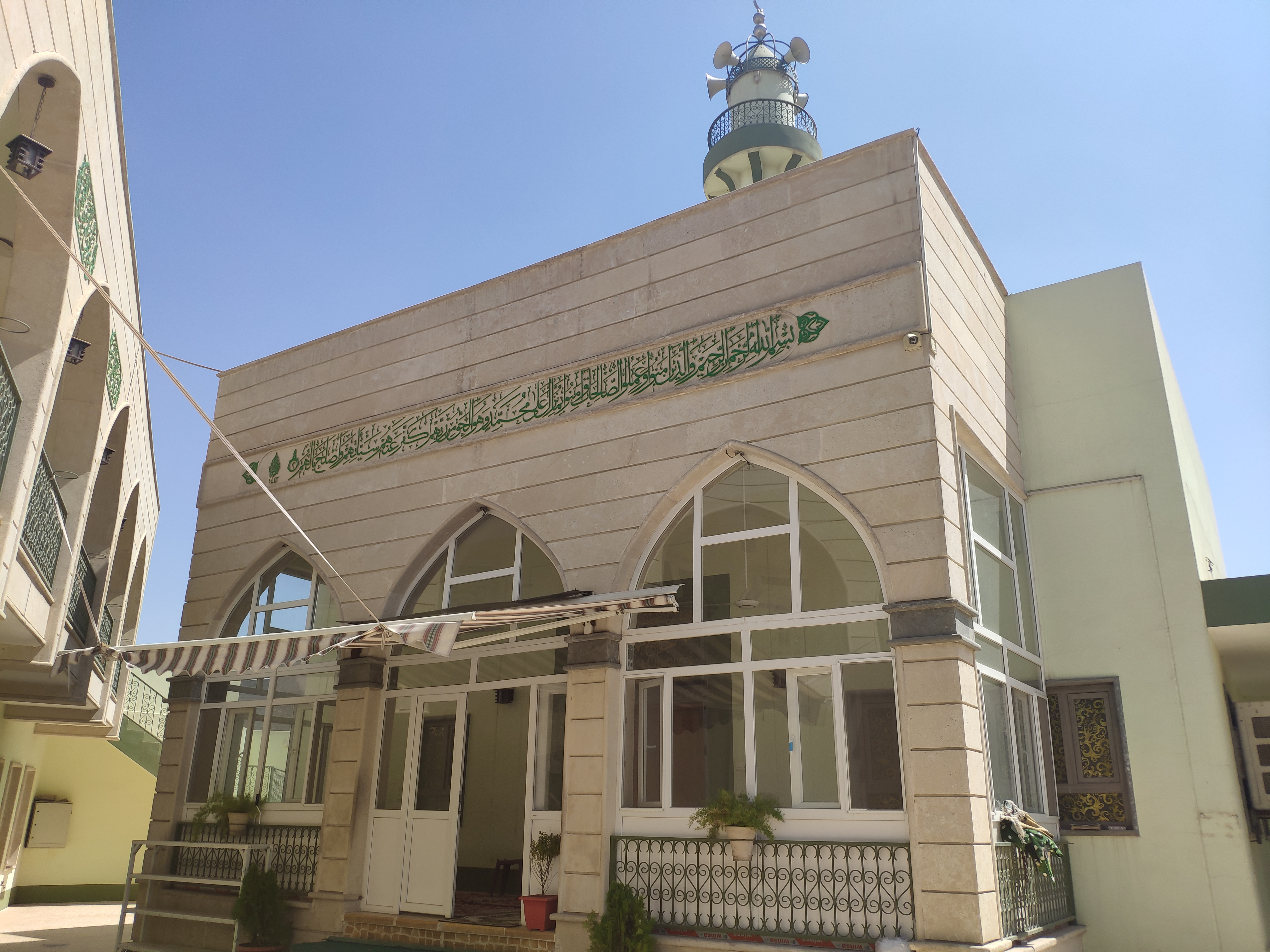
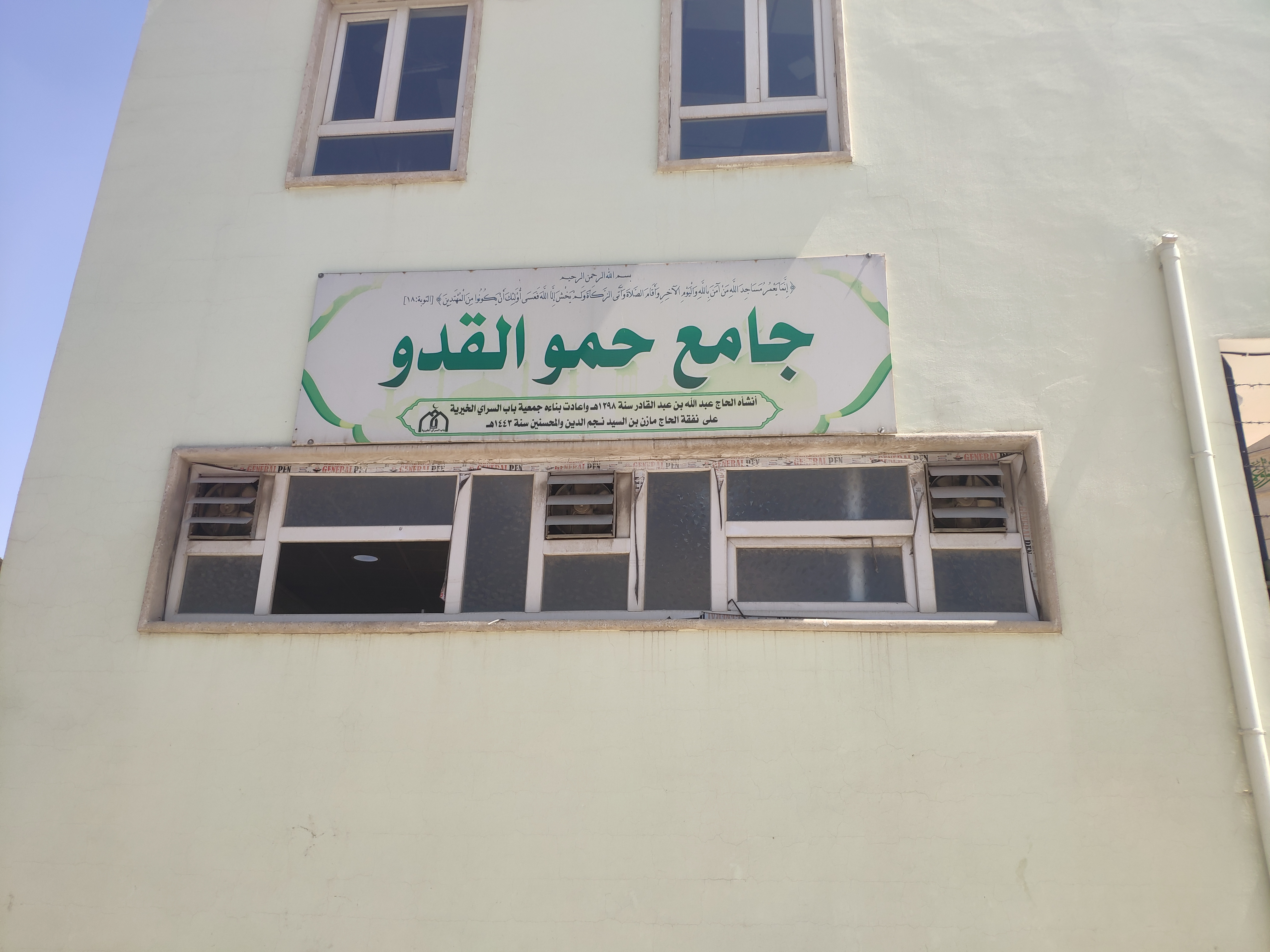

صور للجامع بعد إعادة إعماره: